# Theresa Scholze
Theresa Scholze (n. 11 februarie 1980, Schmölln, Republica Democrată Germană, Germania) este o actriță germană.

## Date biografice
Theresa provine dintr-o familie de actori, chiar bunicii ei au fost de asemenea actori. După bacalaureat în Brandenburg an der Havel a absolvit Școala Superioară de Muzică și Teatru Felix Mendelssohn Bartholdy  din  Leipzig. Ea devine mai cunoscută ca tânără speranță prin filmul serial  Der letzte Zeuge.

## Filmografie
- 1993: Wolffs Revier
- 1996: Mensch, Pia!
- 1997: Derrick – Die Tochter des Mörders
- 1998–2006: Der letzte Zeuge
- 1998: Sweet Little Sixteen
- 1999: Der Alte – Der Tod kam wie ein Fluch
- 1999: Jugendsünde
- 1999: Für die Liebe ist es nie zu spät
- 2000: Das Geheimnis – Auf der Spur des Mörders
- 2000: Die Cleveren
- 2000: Eine öffentliche Affäre
- 2000: Julietta – Es ist nicht wie du denkst
- 2001: Die Kommissarin – Vanessa
- 2000: Alarm für Cobra 11 – Tina und Aysim
- 2001: Doppelter Einsatz – Rache
- 2003: Der Elefant
- 2004: SOKO Leipzig
- 2004: Der Ermittler
- 2005: Küstenwache – In letzter Minute
- 2005: Die Gerichtsmedizinerin
- 2005: Popp Dich schlank!
- 2005: Wiedersehen in Verona
- 2005: Vier Fenster
- 2006: Eine Chance für die Liebe
- 2006: 2 Engel für Amor (film propus pentru premiere in 2007)
- 2007: Wilsberg: Unter Anklage
- 2007: Escape
- 2007: Küstenwache – Seelenverkäufer
- 2008: Fleisch
- 2008: Kreuzfahrt ins Glück Madeira
- 2008: Polizeiruf 110 – Taximord
- 2009–2010: Alisa – Folge deinem Herzen
- 2010: Emilie Richards: Denk nur an uns beide
- 2011: Das Traumschiff – Bora Bora
- 2011: Rosamunde Pilcher – Verlobt, verliebt, verwirrt
- 2012: Polizeiruf 110 – Bullenklatschen
- 2012: Mann kann, Frau erst recht